# ملكة جمال الكون 1986
ملكة جمال الكون 1986 هي مسابقة ملكة جمال الكون الخامسة والثلاثين في تاريخ مسابقة ملكة جمال الكون منذ انطلاقتها عام 1952، عقدت المسابقة في 21 يوليو 1986 في مركز أتلابا للمؤتمرات في مدينة بنما، بنما. تنافس سبعة وسبعون متسابقًا في هذا العام. في نهاية الحدث توجت باربارا بالاسيوس تيد من فنزويلا من قبل ملكة جمال الكون السابقة ديبورا كارثي ديو من بورتوريكو.

## النتائج

### المراكز النهائية
| النتائج النهائية     | المتنافسة |
| -------------------- | --- |
| ملكة جمال الكون 1986 | - فنزويلا - باربرا بالاسيوس |
| الوصيفة الأولى       | - الولايات المتحدة - كريستي فيشتنر |
| الوصيفة الثانية      | - كولومبيا - ماريا مونيكا أوربينا |
| الوصيفة الثالثة      | - بولندا - بريجيدا بوزيكوفيتش |
| الوصيفة الرابعة      | - فنلندا - تولا إرميلي بولفي |
| أفضل 10              | - البرازيل - ديزي نونيس دي سوزا - تشيلي - ماريانا فيلاسانت - بورتوريكو - إليزابيث روبسون - سويسرا - إيفلين غلانتسمان - زائير - ايمي دوبالا |

## المتسابقات
- الأرجنتين - ماريا دي لوس أنجيلس فرنانديز إسباديرو
- أروبا - ميلدريد جاكلين «جاكي» سيملير
- أستراليا - كريستينا لوسيندا بوكات
- النمسا - مانويلا ريدتنباخر
- جزر البهاما - ماري براون
- باربادوس - روزلين إيرين ويليامز
- بلجيكا - جويديل ماريا ليكينز
- بليز - رومي إلين تايغر
- بوليفيا  - إليزابيث أوكونور دي آرلاش
- البرازيل - ديزي نونيس دي سوزا
- جزر العذراء البريطانية - شيرين ديسمونا فلاكس
- كندا - رينيه نيوهاوس
- تشيلي - ماريانا فيلازانتي أرافيناك
- كولومبيا - ماريا مونيكا أوربينا بوجليس
- جزر كوك - لورنا ساوتيل
- الدنمارك - هيلينا كريستنسن
- جمهورية الدومينيكان - ليسيت تشامورو
- الإكوادور - فيرونيكا لوسيا سيفليا ليدرجيربر
- السلفادور - فيكي إليزابيث كانياس ألفاريز
- إنجلترا - جوان روث سيدجلي
- فنلندا - تولا إرميلي بولفي
- فرنسا - كاثرين كارو
- ألمانيا - بيرجيت جان
- جبل طارق - جيل آن ماي فرانسيس
- اليونان - فاسيليا «سيليا» مانتاكي
- غوام - دينا آن رييس سالاس
- غواتيمالا - كريستا كالولا ويلمان جيرون
- هولندا - كارولين فيلدكامب †
- هندوراس - ساندرا ناتالي نافاريتي روميرو
- هونغ كونغ - سان لي روبن ماي
- آيسلندا - ثورا ثراستاردوتير
- الهند - مهر جيسيا
- أيرلندا - كارين آن شيفلين
- إسرائيل - نيللي دراكر †
- إيطاليا - سوزانا هوكستيب
- جامايكا - ليليانا أنطوانيت سيسنيروس
- اليابان - هيروكو إيساكي
- كوريا - يونغ ران باي
- لبنان - رين فيليب بركات
- لوكسمبورغ - مارتين كريستين جورجيت بايلوت
- ماليزيا - بيتي تشي نيوك بايت
- مالطا - أنطوانيت زرفا
- المكسيك - أليخاندرينا «كوني» كارانزا أنشيتا
- نيوزيلندا - كريستين أتكينسون
- جزر ماريانا الشمالية - كريستين غيريرو
- النرويج - تون أنيت هنريكسن
- بنما - جيلدا غارسيا لوبيز
- بابوا غينيا الجديدة - آنا وايلد
- باراغواي - جوانا يوجينيا كيلنر توخا
- بيرو - كارين مرسيدس ليندمان غارسيا
- الفلبين - فيوليتا نالوز
- بولندا - بريجيدا إلزبيتا بجوكوفيتش
- البرتغال - ماريانا دياس كاريكو
- بورتوريكو - إليزابيث روبيسون لاتلادي
- لا ريونيون - جينيفيف ليبون
- إسكتلندا - ناتالي م. ديفلين
- سنغافورة - فرح لانج
- إسبانيا - كونسبسيون «كونشا» إيزابيل تور إسبينوزا
- سريلانكا - إندرا كوماري
- السويد - آن لينا رامبرج
- سويسرا - إيفلين نيكول جلانزمان
- تايلاند  - ثافيبورن كلونجبوي
- ترينيداد وتوباغو - كانديس جينينغز
- تركيا - ديميت باشدمير
- جزر توركس وكايكوس - باربرا بولا ماي كابرون
- الأوروغواي - نورما سيلفانا غارسيا لابيتز
- الولايات المتحدة  - كريستي فيشتنر
- جزر العذراء الأمريكية - ياسمين أوليفيا تورنر
- فنزويلا - باربرا بالاسيوس تيدي
- ويلز - تريسي رولاندز
- ساموا الغربية - توي كاي هانت
- زائير - إيمي ليكوبي دوبالا

## الروابط الخارجية
- موقع ملكة جمال الكون الرسمي